# Хобш, Бернд
Бернд Хобш (нем. Bernd Hobsch; род. 7 мая 1968, Großkugel, Саксония-Анхальт) — немецкий футболист, нападающий.

## Карьера

### Клубная карьера
Во взрослом футболе дебютировал в 1986 году в клубе «Хеми Бёлен», за который отыграл 32 матча.
В 1987 году перешёл в другой восточногерманский клуб «Локомотив» (Лейпциг), где провёл следующие пять сезонов своей игровой карьеры, пока не перешёл в западногерманский «Вердер». В сезоне 1992/93 вместе с командой завоевал титул чемпиона Германии, а также стал обладателем Суперкубка Германии. Всего в составе клуба принял участие в 106 матчах, забив 33 года.
В 1997 году перешёл во французский «Ренн», а в 1998 году вернулся в Германию, где присоединился к команде клуба «Мюнхен 1860». В 1999—2002 годах выступал за «Нюрнберг». Завершил карьеру футболиста в 2002 году в клубе «Карл Цейсс».

### Карьера в сборной
В 1993 году Хобш попал в поле зрения тренера национальной сборной Германии Берти Фогтса. Вместе с командой он выиграл товарищеский матч летом того же года против сборной Туниса.

## Личная жизнь
У Хобша есть сын, Патрик, который также стал профессиональным футболистом и выступает в составе клуба «Мюнхен 1860».

## Достижения
«Вердер»
- Чемпион Германии: 1992/93
- Обладатель Суперкубка Германии: 1993[5]